# Larry O’Connor
Larry O’Connor (eigentlich Lawrence Gerard O’Connor; * 22. September 1916 in Cobourg; † 6. September 1995) war ein kanadischer Hürdenläufer und Sprinter.
Bei den Olympischen Spielen 1936 in Berlin wurde er Sechster über 110 m Hürden.
1938 wurde er bei den British Empire Games in Sydney Vierter über 220 Yards, gewann Silber über 120 Yards Hürden und siegte mit der kanadischen 4-mal-110-Yards-Stafette.
1936 und 1940 wurde er Kanadischer Meister über 110 m Hürden bzw. 120 m Hürden.

## Persönliche Bestzeiten
- 220 Yards: 21,5 s, 7. Februar 1938, Sydney (entspricht 21,4 s über 200 m)
- 120 Yards Hürden: 14,2 s, 12. Februar 1938, Sydney